# Francis Darwin
Sir Francis Darwin (født 16. august 1848 i Down House, Kent, død 19. september 1925) var en engelsk botaniker. Han var søn af Charles Darwin.  
Darwin studerede i Cambridge og blev professor i botanik sammesteds 1888. Han offentliggjorde plantefysiologiske arbejder og lærebøger sammen med Edward Hamilton Acton: Practical physiology of plants (1894). Darwin assisterede faderen på forskellig måde og udgav hans breve og hans første udkast til selektionsteorien.